# Anastazy Matywiecki

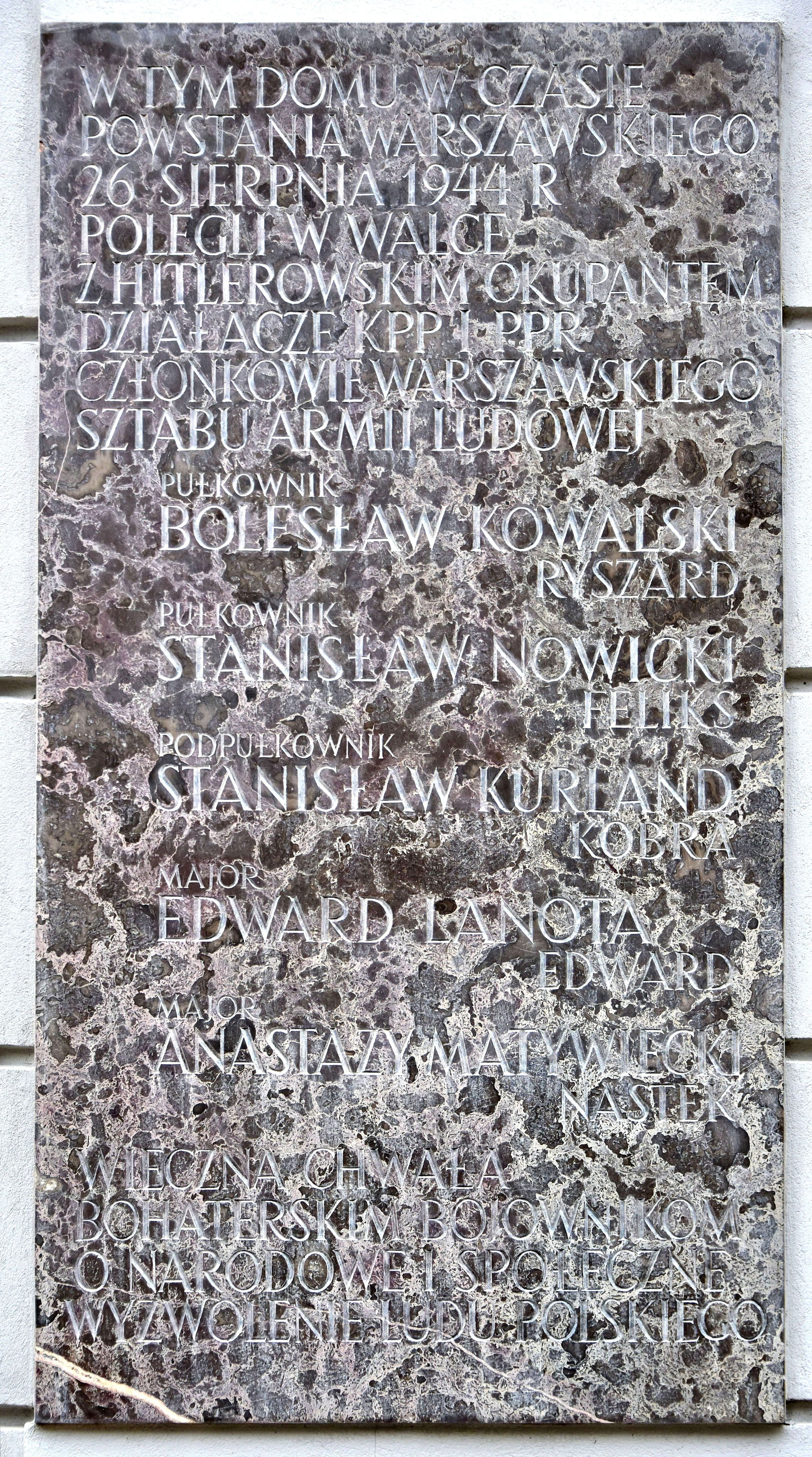
Tablica upamiętniająca członków sztabu Armii Ludowej poległych w powstaniu warszawskim na kamienicy przy ul. Freta 16 w Warszawie

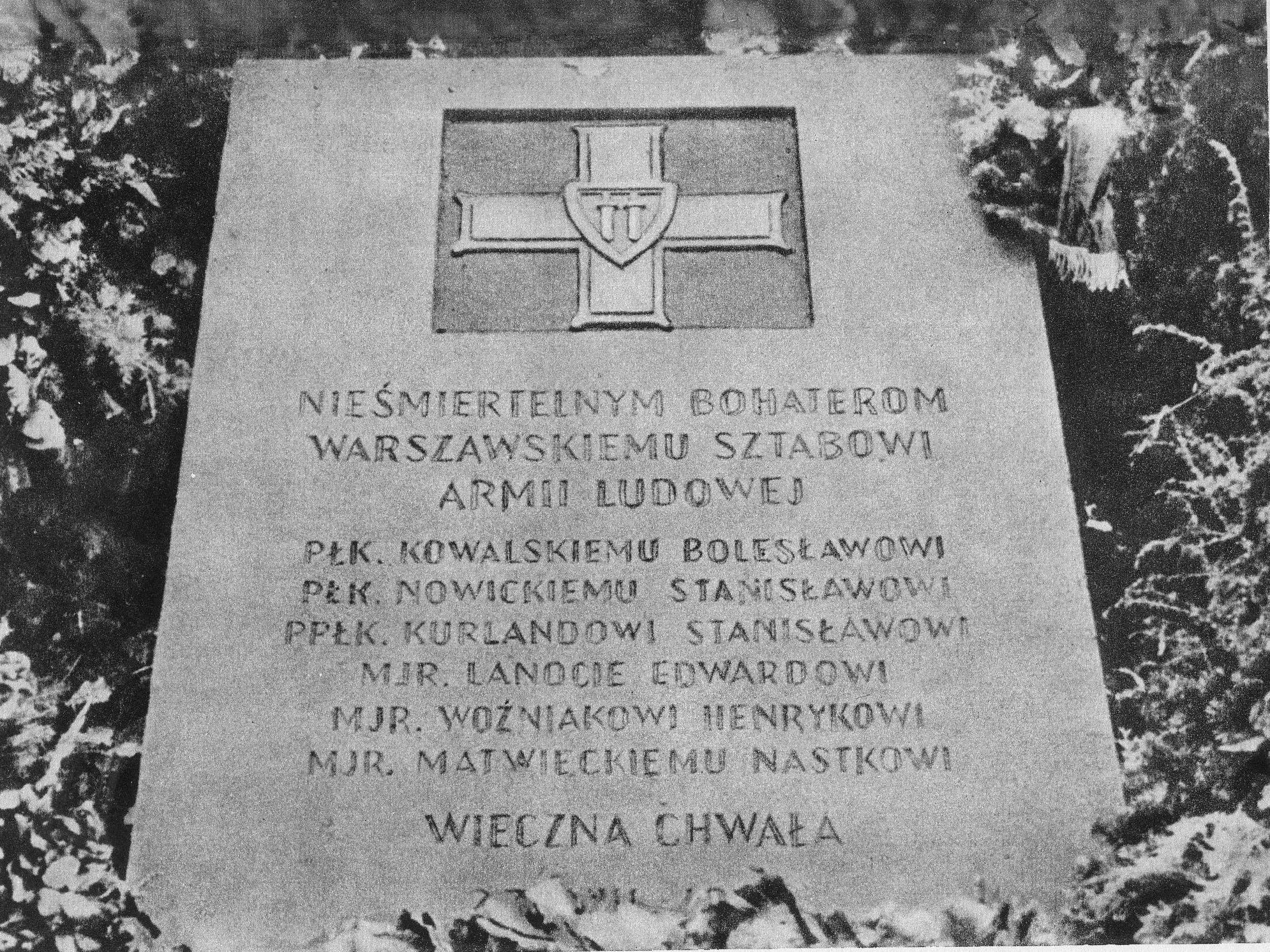
Nieistniejąca płyta na grobie dowódców Armii Ludowej na skwerze Hoovera

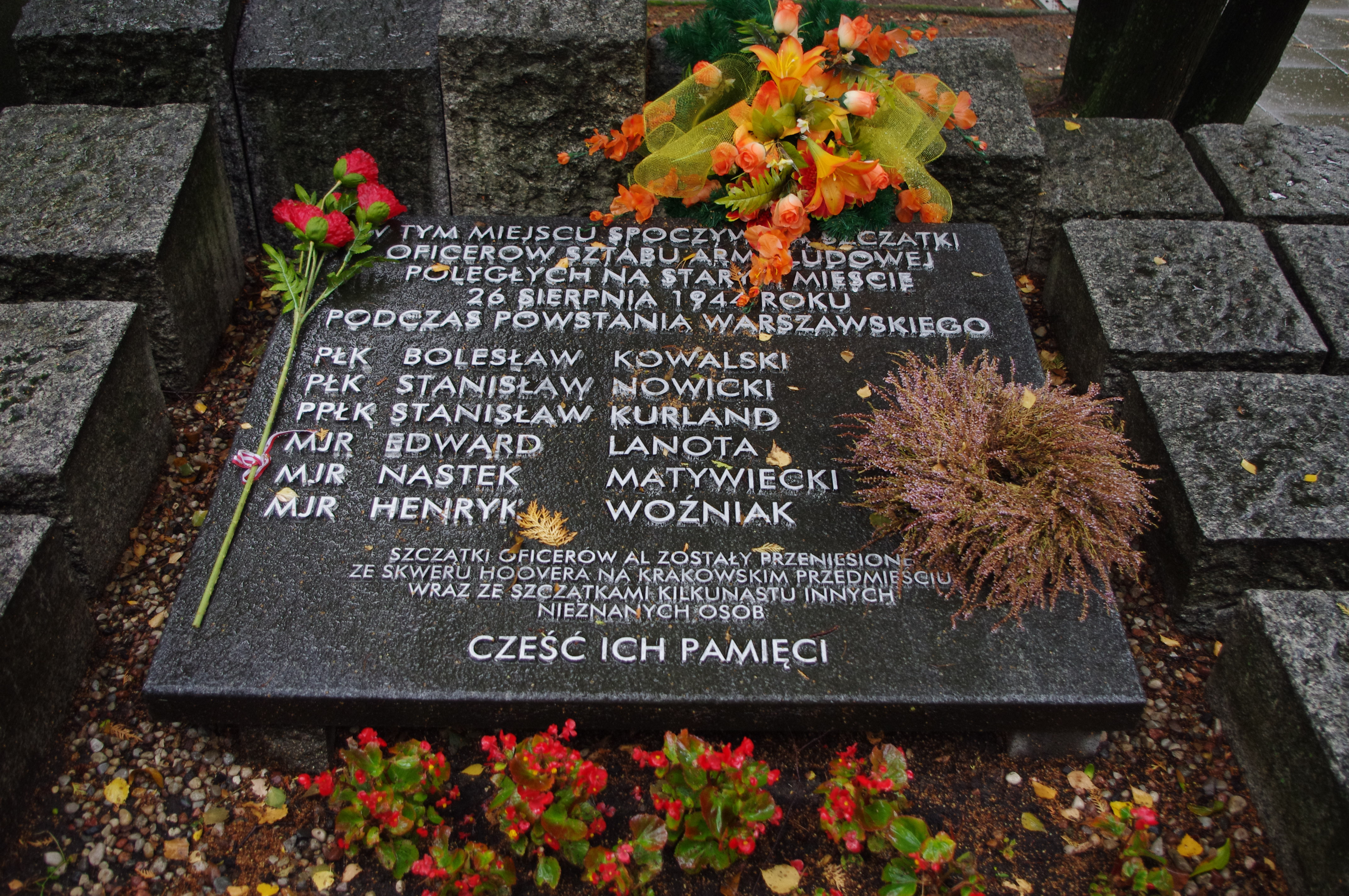
Grób członków Sztabu AL na cmentarzu Wojskowym na Powązkach

Anastazy Matywiecki, ps. „Nastek” (ur. 17 września 1914 w Kobryniu, zm. 26 sierpnia 1944 w Warszawie) – polski prawnik, działacz społeczny i poeta pochodzenia żydowskiego, działacz podziemia zbrojnego w czasie II wojny światowej.

## Życiorys
Syn nauczyciela Zelika i Małki z d. Goldin. Od 1931 studiował prawo na Uniwersytecie Warszawskim. Po ukończeniu studiów był aplikantem w kancelarii adwokackiej Leona Berensona. Przyjaciel Jana Śpiewaka, Seweryna Pollaka i Stanisława Jerzego Leca. Członek rewolucyjnej organizacji studenckiej „Pochodnia”, OMS „Życie” i KZMP, wydawał powielone nielegalne ulotki komunistyczne. Za działalność komunistyczną został w 1932 aresztowany. 
W czasie okupacji niemieckiej był więźniem warszawskiego getta; brał czynny udział w organizacji pomocy i schronienia dla Żydów w Warszawie. Działacz Żydowskiego Komitetu Narodowego. 
Podczas powstania warszawskiego służył w stopniu porucznika jako oficer Sztabu AL Okręgu Warszawa. Zginął wraz z mjr. Bolesławem Kowalskim ps. „Ryszard”, mjr. Stanisławem Nowickim ps. „Feliks”, kpt. Edwardem Lanotą ps. „Edward” i kpt. Stanisławem Kurlandem ps. „Korab” w zbombardowanej kamienicy przy ulicy Freta 16. W czasie wojny uległy zniszczeniu wszystkie jego utwory.
Ekshumowany w marcu 1945 i pochowany w grobie Sztabu AL na skwerze Hoovera w Warszawie. 26 sierpnia 2009 jego szczątki zostały pochowane w zbiorowej mogile w kwaterze AL na cmentarzu Wojskowym na Powązkach w Warszawie.

## Życie prywatne
Był ojcem poety i eseisty Piotra Matywieckiego (ur. 1943).